# Писаренко, Анатолий Иванович
Анатолий Иванович Писаренко (9 февраля 1929, Почепский уезд — 17 ноября 2020) — советский и российский учёный-лесовод и хозяйственный деятель.
Академик РАН (2013), РАСХН (1993, членкор ВАСХНИЛ с 1988), доктор сельскохозяйственных наук (1986), профессор (1989). Президент Российского общества лесоводов с 1998 года, его почётный председатель с 2016 года.
Заместитель руководителя Федеральной службы лесного хозяйства (1993—2000), главный лесничий СССР (1988—1991), экс-заместитель министра министра лесного хозяйства РСФСР.
Заслуженный лесовод Российской Федерации, Почетный работник леса, Почетный работник охраны природы.

## Биография
Родился в деревне Сотниково Почепского уезда, ныне Почепского района Брянской области.
Окончил лесохозяйственный факультет Брянского лесохозяйственного института (1951), где учился с 1947 года. В стенах альма-матер встретил Екатерину Николаевну Обозову, на которой женился. После учёбы был направлен на Зимовниковский опорный пункт Степновской научно-исследовательской лесной опытной станции ВНИИЛМа в Калмыкию, стал его заведующим. Там же, в Калмыкии, затем работал лесничим, директором лесхоза. В 1957 году окончил аспирантуру ВНИИЛМа и в 1960 году защитил диссертацию на соискание учёной степени кандидата сельскохозяйственных наук.
С 1960 по 1962 год главный лесничий Ставропольского краевого управления лесного хозяйства.
C 1962 по 1964 год главный специалист управления лесного хозяйства Госкомлеспрома СССР.
С 1964 по 1968 год директор Всесоюзного проектно-изыскательского института.
С 1968 по 1970 год начальник Управления лесного хозяйства Министерства лесной промышленности СССР.
С 1970 по 1975 год заместитель министра министра лесного хозяйства РСФСР, находился в четырёхлетней командировке на Кубе в качестве советника по лесным проблемам.
С 1975 по 1988 год заместитель, директор института «Союзгипролесхоза» и с 1982 по 1992 год первый заместитель председателя Госкомлеса СССР, главный лесничий СССР (1988—1991), с 1993 по 2000 год заместитель руководителя Федеральной службы лесного хозяйства России.
С 1991 по 1997 год заведующий кафедрой Государственного университета леса. Председатель его диссовета, член диссовета Д 212.019.01 в альма-матер — ныне Брянской государственной инженерно-технологической академии.
Член лесной коллегии Министерства природных ресурсов, Общественного лесного совета при Федеральном агентстве лесного хозяйства, научно-технического совета МПР России и Рослесхоза, экспертного совета Высшей аттестационной комиссии, эксперт в Комитете природных ресурсов Совета Федерации.
Член редакционных коллегий журналов «Лесное хозяйство», «Лесная Россия», «Экология и жизнь», бюллетеня «Использование и охрана природных ресурсов в России».
Почетный академик РАЕН (1995), действительный член Международной академии информатизации.
Награждён орденом Трудового Красного Знамени и медалью Альваро Барба Мачадо Республики Куба, Почётной грамотой Правительства РФ, Золотой медалью АПК. Лауреат золотой медали им. Г. Ф. Морозова (2001).
Опубликовал более 270 работ.
Похоронен на Даниловском кладбище в Москве.